# Karl Herbster
Karl Friedrich Herbster (* 9. August 1874 in Lörrach; † 20. März 1948 ebenda) war ein Heimatforscher des Markgräflerlandes.

## Leben

### Familie und Beruf

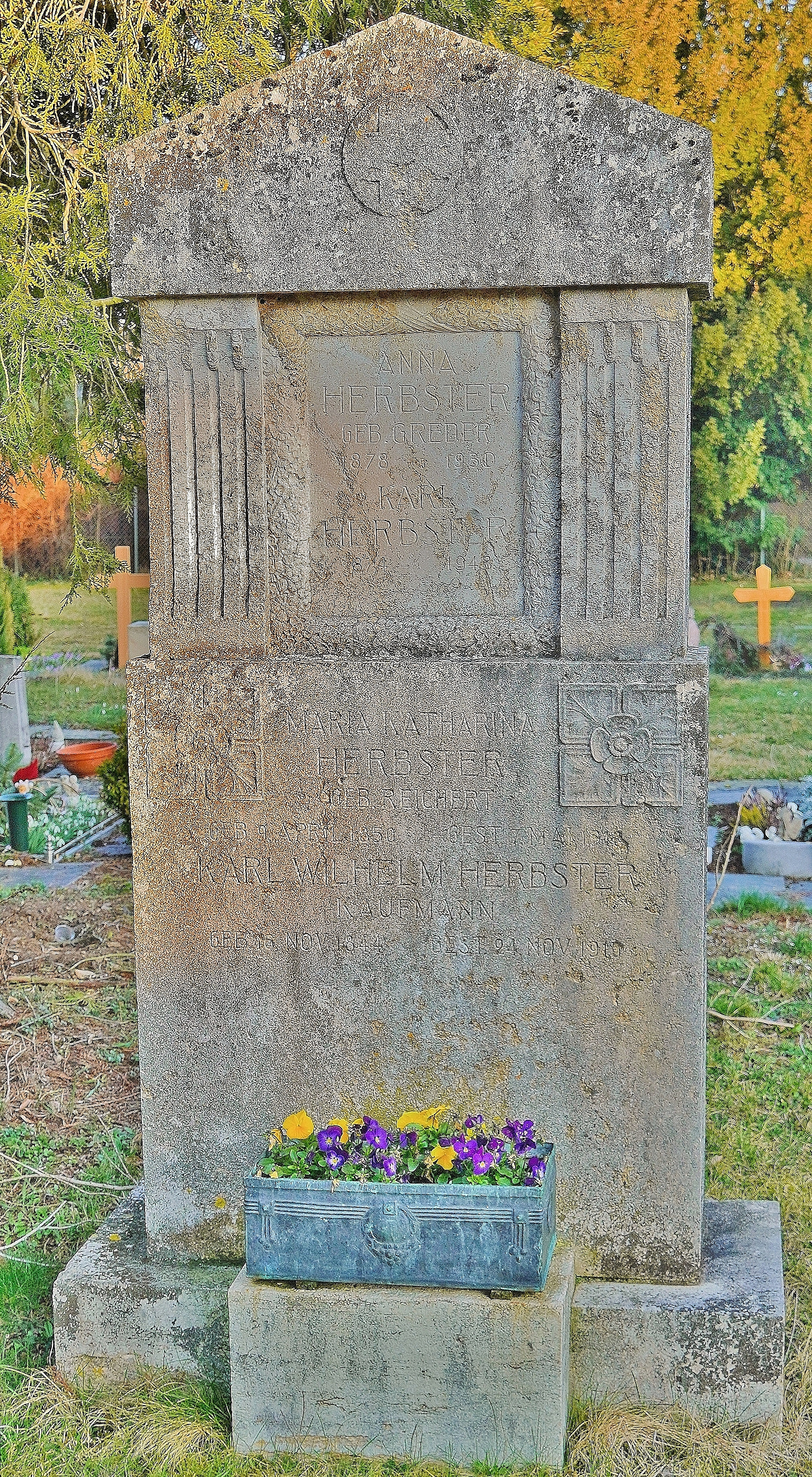
Grabstein Herbster-Greder auf dem Hauptfriedhof Lörrach

Herbster war ein Sohn des Kaufmanns Karl Wilhelm Herbster und dessen Ehefrau Katharina, geborene Reichert.
Nach dem Besuch des Hebel-Gymnasium Lörrach wechselte Herbster an das evangelische Lehrerseminar Karlsruhe. 1893 wurde Herbster Lehrer an der Volksschule Grenzach. Meßkirch, Schwetzingen, Binzen, Kandern und Lörrach waren weitere Stationen seiner Lehrertätigkeit. 1905 heiratete er in Grenzach Anna Karolina Greder (1878–1930), mit der er zwei Söhne hatte. Am Ersten Weltkrieg nahm Herbster als Offizier teil, und während des Zweiten Weltkriegs übernahm er als Pensionär nochmals eine Lehrerstelle am Lörracher Hebelgymnasium.

### Der Heimatforscher
In Grenzach widmete sich Herbster in der Freizeit der Rheinfischerei, worüber er in Blätter aus der Markgrafschaft auch Beiträge veröffentlichte. Nachdem er 1905 nach Kandern versetzt worden war, befasste er sich mit der Geschichte dieses Städtchens und sammelte u. a. mit Albert Eisele und Hermann Daur den Grundstock der Exponate für das Heimat- und Keramikmuseum Kandern. Mit beiden hat er auch beim Hertinger Hebelschoppen mitgewirkt.
1921 übernahm Herbster die Aufgabe, die Chronik der Stadt Lörrach neu zu bearbeiten. Aus den Vorarbeiten entstanden in der Zeit von 1921 bis 1933 eine ganze Reihe von Zeitungsbeiträgen und Vorträgen, die 1948 – ein halbes Jahr nach seinem Tod – unter dem Titel Lörracher geschichtliche Erinnerungen veröffentlicht wurden. Die Überarbeitung der Chronik konnte er nicht zu Ende führen.
1929 gehörte Herbster zu den Gründungsmitgliedern der Arbeitsgemeinschaft Markgräflerland, für dessen Zeitschrift „Das Markgräflerland“ er 14 heimatgeschichtliche Beiträge schrieb.
Auch im Lörracher Museumsverein und der Ortsgruppe des Landesvereins „Badische Heimat“ arbeitete Herbster mit.

## Ehrungen
In der Lörracher Nordstadt wurden ein Platz und eine Straße nach ihm benannt.

## Schriften
Ein vollständiges Verzeichnis seiner Werke ist nicht bekannt. In der nachfolgenden Aufstellung fehlen insbesondere seine Beiträge in den lokalen und Basler Zeitungen.
- Us em Markgräfler Rebland (Jahrgang unbekannt)
- Die Rheinfischerei zwischen Säckingen und Basel. In: Blätter aus der Markgrafschaft, 5. Heft (1919), S. 38–57 Digitalisat der UB Freiburg
- Die Berufssprache des oberrheinischen Fischerei-Gewerbes. In: Blätter aus der Markgrafschaft, 5. Heft (1919), S. 79–82 Digitalisat der UB Freiburg
- Zur Geschichte der Lörracher Industrie von ihren Anfängen bis zur Mitte des 18. Jahrhunderts. Lörrach : Oberländer Bote, 1926
- Rötteln und Lörrach. In: Mein Heimatland (Baden), Band 16 (1929), S. 33–44
- Namen und Geschlechter im alten Lörrach. In: Mein Heimatland (Baden), Band 26 (1939), S. 165–174
- Lörracher Erinnerung in Hebels Briefen an Gustave Fecht. In: Das Markgräflerland, Heft 3 1929/30, S. 65–72 Digitalisat der UB Freiburg
- Aus den Lörracher Tagen des „großbritannischen Hauptmanns“ Georg Friedrich Gaupp. In: Das Markgräflerland, Heft 3 1929/30, S. 74–82 Digitalisat der UB Freiburg
- Die St. Anna-Kapelle zu Lörrach. In: Das Markgräflerland, Heft 4 1929/30, S. 107–109 Digitalisat der UB Freiburg
- Auf Hebels Spuren. In: Das Markgräflerland, Heft 3 1930/31, S. 65–73 Digitalisat der UB Freiburg
- Hohenlohe'sche Schwabenhämmel. In: Das Markgräflerland, Heft 3 1930/31, S. 74–75 Digitalisat der UB Freiburg
- Zur 250-Jahrfeier der Stadt Lörrach. In: Das Markgräflerland, Heft 2 1932/33, S. 41–48 Digitalisat der UB Freiburg
- Lörrach und das Kloster St. Alban vom 11. bis 14. Jahrhundert. In: Das Markgräflerland, Heft 1 1933/34, S. 22–28 Digitalisat der UB Freiburg
- Hermann Albrecht. Ein Nachruf zu seinem 100. Geburtstag. In: Das Markgräflerland, Heft 1/1936, S. 17–20 Digitalisat der UB Freiburg
- Gedenktafel für Hermann Albrecht. In: Das Markgräflerland, Heft 2/1936, S. 35 Digitalisat der UB Freiburg
- Wirtschaften und Wirtsleute im alten Lörrach. In: Das Markgräflerland, Heft 2/1936, S. 52–67 Digitalisat der UB Freiburg
- Nochmals - Wer war Dr. Brodhag in Hebels Weihnachtsbrief von 1795? In: Das Markgräflerland, Heft 2/1938, S. 89–90 Digitalisat der UB Freiburg
- Die Röttler Landschule und das Lörracher Pädagogium. In: Das Markgräflerland, Heft 3/4 1938, S. 97–142 Digitalisat der UB Freiburg
- Ein Lörracher Gemeindestreit aus dem 16. Jahrhundert. In: Das Markgräflerland, Heft 2/1941, S. 50–59 Digitalisat der UB Freiburg
- Lörracher geschichtliche Erinnerungen. Lörrach/Baden : Rebmann-Verlag, 1948 Internet Archive
- Die Burg Rötteln und das Dorf Lörrach. In: Badische Heimat, Band 38 (1958), S. 37–44 pdf; 1,2 MB; abgerufen am 19. November 2019
- Die Kleinhüninger Fischerschlacht. In: Das Markgräflerland, Heft 1/1962, S. 22–24 Digitalisat der UB Freiburg
- Aus der Geschichte des Lörracher Waldes. In: Unser Lörrach, Band 23 (1992), S. 43–50